# Sale Sale
Sale Sale (28 de setembro de 1337 – 1360), nascido Sale Saladino Sale ibne Maomé ibne Calavuno (em árabe: As-Salih Salah ad-Din Salih ibn Muhammad ibn Qalawun), era o sultão do Sultanato Mameluco do Cairo entre 1351–1354. Era filho de Anácer Maomé até ascender. Era em grande parte uma marionete, com o poder real detido pelos emires mamelucos seniores, mais proeminentemente Taz Anaciri.

## Vida
Sale nasceu em 28 de setembro de 1337. Era filho do sultão Anácer Maomé (r. 1310–1341) e uma de suas esposas, Cutlumalique, filha do emir Tanquiz Alhuçami de Damasco (r. 1312–1340). Como sultão, Sale frequentemente exibia afeto público e respeito por sua mãe. Levou sua mãe e suas esposas em uma viagem para Siriacus (uma vila turística ao norte do Cairo), junto com vários emires e outros oficiais. Lá, realizou uma cerimônia real em homenagem a sua mãe, na qual colocou a mesa dela e serviu a comida que preparou pessoalmente. Declarou-a sua sultana honorária, concedendo-lhe regalias e designando seus servos e escravas para desempenharem o papel de seus emires.
Em agosto de 1351, foi nomeado sultão no lugar de seu meio-irmão Anácer Haçane. Sua passagem para o sultanato foi o resultado de uma decisão dos emires mamelucos seniores, a saber, Taz e Baibuga, em resposta ao movimento de Anácer Haçane para afirmar o controle real sobre o estado. No início do reinado, os emires Xaicu e Manjaque (irmão de Baibuga) foram libertados. Na verdade, Taz era o governante Sale uma marionete. No entanto, Sale afirmou sua autoridade quando Baibuga lançou uma rebelião na Síria em 1352. Liderou seu exército para Damasco e confrontou os rebeldes. Baibuga e os nuabe (governadores, sing. naíbe) de Safade, Hama e Trípoli foram finalmente presos, e Baibuga morreu enquanto encarcerado em Alepo mais tarde naquele ano.
O emir Xaicu desentendeu-se com Sale e ao mesmo tempo conspirou com o emir Sirguitemis para tirar Taz do poder. Em outubro de 1354, os emires dissidentes derrubaram Sale e restauraram Anácer Haçane ao poder, enquanto enviavam Taz a Alepo para servir como naíbe daquela província (efetivamente exilando-o). Sale morreu em dezembro de 1360 com 24 anos de idade. Foi enterrado no mausoléu de sua avó paterna, Um Sale (esposa de Calavuno) no Cairo. Deixou seu filho, Maomé.